# 荒贺粗尾鲈
荒贺粗尾鲈（学名：Chorististium aragai）为鮨科粗尾鲈属的鱼类，俗名荒贺氏脍。分布于台湾基隆、恒春等地。该物种的主要产地在琉球群岛。